# 1000 км Хунгароринга
1000 км Хунгароринга — автоспортивное соревнование, проводящееся на одноимённом автодроме в Венгрии.
Дебютное соревнование прошло в 2010-м году. Этап заменил в календаре LMS гонку на Нюрбургринге.

## История
Перед сезоном-2010 ACO решила провести один из этапов первенства в восточной Европе. Имея возможность договориться с чешским Брно и с венгерским Хунгарорингом французы выбрали Будапешт. Гоночный уик-энд провели в два дня с финишем гонки в субботу под покровом ночи.

## Победители прошлых лет
| Год  | Класс | Экипаж                                             | Команда                | Шасси                  | Дистанция/ Длительность | Отчёт |
| Год  | Класс | Экипаж                                             | Команда                | Мотор                  | Дистанция/ Длительность | Отчёт |
| ---- | ----- | -------------------------------------------------- | ---------------------- | ---------------------- | ----------------------- | ----- |
| 2010 | LMP1  | Грэг Менселл Лео Мэнселл                           | Beechdean-Mansell      | Ginetta-Zytek GZ09S    | 1000 км / 6 часов       | Отчёт |
| 2010 | LMP1  | Грэг Менселл Лео Мэнселл                           | Beechdean-Mansell      | Zytek ZJ458 4.5 L V8   | 1000 км / 6 часов       | Отчёт |
| 2010 | LMP2  | Ник Левентис Дэнни Уоттс Джонни Кейн               | Strakka Racing         | HPD ARX-01C            | 1000 км / 6 часов       | Отчёт |
| 2010 | LMP2  | Ник Левентис Дэнни Уоттс Джонни Кейн               | Strakka Racing         | HPD AL7.R 3.4 L V8     | 1000 км / 6 часов       | Отчёт |
| 2010 | GT1   | Габриэль Гардель Патрис Гуэсляр Фернандо Реес      | Larbre Compétition     | Saleen S7-R            | 1000 км / 6 часов       | Отчёт |
| 2010 | GT1   | Габриэль Гардель Патрис Гуэсляр Фернандо Реес      | Larbre Compétition     | Ford 7.0 L V8          | 1000 км / 6 часов       | Отчёт |
| 2010 | GT2   | Марк Либ Рихард Литц                               | Team Felbermayr-Proton | Porsche 997 GT3-RSR    | 1000 км / 6 часов       | Отчёт |
| 2010 | GT2   | Марк Либ Рихард Литц                               | Team Felbermayr-Proton | Porsche 4.0 L Flat-6   | 1000 км / 6 часов       | Отчёт |
| 2010 | FLM   | Андреа Барлези Алессандро Чикконьяни Гари Шаландон | DAMS                   | Oreca FLM09            | 1000 км / 6 часов       | Отчёт |
| 2010 | FLM   | Андреа Барлези Алессандро Чикконьяни Гари Шаландон | DAMS                   | Chevrolet LS3 6.2 L V8 | 1000 км / 6 часов       | Отчёт |

Жирным выделен победитель в общем зачёте.